# 1664
1664 (MDCLXIV) var ett skottår som började en tisdag i den gregorianska kalendern och ett skottår som började en fredag i den julianska kalendern.

## Händelser

### Maj
- 13 maj – Carl Gustaf Wrangel blir ny svensk riksmarsk.

### Augusti
- 1 augusti - den habsburgska armén besegrar osmanerna i slaget vid Sankt Gotthard i dagens Ungern vilket utmynnar i Freden i Vasvár

### September
- 8 september – Nederländarna överlåter Nya Amsterdam till engelsmännen, som ändrar namnet till New York.
- 15 september – Bodekull får stadsprivilegier.[1]

### Okänt datum
- Motsättningarna inom det svenska rådet skärps. Det är mellan Magnus Gabriel De la Gardie, som är franskvänlig, å ena sidan och Gustav Bonde å den andra. Gustav Bondes anhängare kräver en fredlig och sparsam politik. Man vill ha en reduktion av adelns godsinnehav.
- Friherren Claes Rålamb, som framfört likartad kritik, väljs in i riksrådet.
- Gustav Otto Stenbock blir ny svensk riksamiral.
- Sveriges regering framlägger ett förslag inför Sveriges riksdag om upprustning av Svenska flottan, eftersom Sverige måste vara på sin vakt för att upprätthålla sin stormaktsställning.
- Genom en ny svensk bestämmelse måste varje gästgiveri sätta upp en tavla med avstånd och avgift för färd till närmaste skjutsstationer.
- Giovanni Lorenzo Bernini påbörjar på uppdrag av Ludvig XIV ritandet av en ny östfasad på Louvren.
- Tartuffe av Molière har ursprunglig premiär på Versailles, men förbjuds kort därefter.
- Antikvitetsprofessorn Olof Verelius ger ut det från isländska översatta diktverket Gautreks och Rolfs Saga.
- Den första legostadgan i Sverige införs.
- Jérôme Hatt tar bryggarexamen och grundar därefter bryggeriet Brasseries Kronenbourg.

## Födda
- 24 januari – Lars Roberg, svensk medicinsk och naturvetenskaplig forskare, grundare av Akademiska sjukhuset.
- 26 februari – Nicolas Fatio de Duillier, vetenskapsman.
- 6 april – Arvid Horn, svensk militär, diplomat, statsman, riksråd och lantmarskalk samt kanslipresident 1710–1719 och 1720–1738.
- 14 april – Ulrik Adolf Holstein, dansk greve och statsman, Danmarks storkansler 1721–1730.
- 3 juni – Rachel Ruysch, nederländsk målare.
- 18 juli – Gustaf Cronhielm, svensk greve och ämbetsman samt kanslipresident 15 maj–12 december 1719.
- David Richter d.y., svensk guldsmed och målare.
- Johan Arendt Bellman, svensk universitetslärare och musiker.
- Johan August Meijerfeldt d.ä., svensk militär och greve samt tillförordnad kanslipresident 1719–1720.
- Catherine Jérémie, fransk botaniker.
- Maria Guyomar de Pinha, thailändsk kock.

## Avlidna
- 20 februari – Corfitz Ulfeldt, tysk diplomat och riksgreve.
- Mars – Jacob Heinrich Elbfas, livländsk målare.
- 5 april – Knut Jöransson Posse af Hedensund, friherre och riksråd.
- 16 juli – Andreas Gryphius, religiös tysk barockförfattare.
- 22 augusti – Maria Cunitz, schlesisk astronom.
- 27 augusti – Francisco de Zurbarán, spansk konstnär.
- Augusti – Hendrick Munnichhoven, nederländsk målare.